# Muro Lucano
Muro Lucano es una comuna de casi 6.000 habitantes de la provincia de Potenza. El poblado se encuentra entre los 600 a 660 m s. n. m. y se extiende a lo largo de una pendiente con vistas a un barranco. Domina su vista un castillo, cuyos orígenes de la Alta Edad Media como la catedral en su base (la del castillo es una torre de vigilancia antigua de origen romano).
En los alrededor del poblado pueden observarse restos de muros megalíticos y ruinas de la Antigua Roma. Muy cerca se encuentra el lago artificial del mismo nombre, pero que por más de una década se encuentra vacío y la central de energía hidroeléctrica ya no está en funcionamiento. La tierra ahora drenada en el reservorio se utiliza para el pastoreo de ovejas. En Muro Lucano se encuentra el Museo Arqueológico Nacional de Basilicata, situado hacia el noroeste.

## El terremoto

Medalla de oro al "Merito Civil".

El centro cultural y económico ha sufrido gravemente el terremoto de Irpinia, que se produjo el 23 de noviembre de 1980. Con muchas infraestructuras particularmente muy dañadas, cuya renovación tardó más de veinte años, y han sido objeto de gran controversia. Las administraciones que se han sucedido hasta ahora han admitido el retraso en la rehabilitación, representadas principalmente por la falta de las escuelas primarias en el municipio.
Ciudad condecorada al Mérito Civil (23 de noviembre de 1980:
"Con ocasión del terrible terremoto, y por la gran dignidad y espíritu de sacrificio y compromiso cívico con que han abordado la difícil tarea de reconstruir el ejido poblacional, y el renacimiento de su futuro social, económico y productivo. Por su admirable ejemplo de los valores cívicos y por el alto sentido de la auto negación."

## Evolución demográfica
| Gráfica de evolución demográfica de Muro Lucano entre 1861 y 2001 |
|                                                                   |
| Fuente ISTAT - Gráfica elaborada por Wikipedia                    |

## Personalidades de Muro Lucano
- Antonio Rosario Mennonna (Muro Lucano, 1906 - 2009), obispo.
- Gerardo Majella , religioso y santo.
- Joseph Stella - pintor
- Enzo Petraccone - autor
- Cristian Zaccardo - futbolista Campeón del Mundo en la 2006.
- Mildred DiNapoli - Madre de la actriz ganadora del Premio Óscar y esposa de Mel Brooks, Anne Bancroft (1931 - 2005)
- Ron Galella - conocido paparazzi americano.

## Ciudades hermanas
- Contursi Terme (SA) - Italia

## Deportes
En la actualidad Muro Lucano tiene los siguientes clubes:
- Fútbol Club Mures 2000 Aurora, en la actualidad el club de fútbol más grande, muy querido y seguido, incluso cuando se juega fuera.
- Pro Murese, se ocupa exclusivamente de fútbol juvenil, varias veces ganador de los torneos regionales.
- A.S. Wall Volley, Voleibol, que ha pasado en la participación en B2, el cuarto nivel del Campeonato de Voleibol
- Sporting Mures, Calcio a 5.